# Ali Zolghadri
Ali Zolghadri est professeur des universités de classe exceptionnelle – PREX2 à l'université de Bordeaux. Il est également membre senior de l'IUF (Institut Universitaire de France), titulaire d'une chaire fondamentale, pour la période 2024-2029. 
Il effectue ses recherches au laboratoire de l'Intégration, du Matériau au Système (IMS – UMR 5218 CNRS). Ses recherches gravitent principalement autour de la conception de méthodes à base de modèles pour la gestion d'anomalies et la commande tolérante des systèmes dynamiques et cyber-physiques. Il a notamment mené des recherches dans le domaine aérospatial,.   
Il est lauréat de la médaille de l’innovation du CNRS 2016.  
Auteur/co-signataire de plus de 260 publications scientifiques, il a également dirigé l'ouvrage Fault Diagnosis and Fault-Tolerant Control and Guidance for Aerospace Vehicles, from theory to application. 

## Biographie

### Carrière
Après sa thèse de doctorat, Ali Zolghadri est nommé maître de conférences à l'université de Bordeaux en 1993. Puis, après avoir obtenu son habilitation à diriger des recherches, il devient professeur des universités en 2003, position qu’il occupe encore aujourd’hui en tant que professeur de classe exceptionnelle.
Au sein de son laboratoire, Ali Zolghadri a assuré la responsabilité d'une équipe de recherche de 2001 à 2015. Au sein de son université, il a notamment été directeur de la formation doctorale APSI et initié plusieurs programmes d’échange internationaux. De 2014 à 2018, il a été mis à disposition par l’université de Bordeaux pour co-animer un DAS (Domaine d’Activité Stratégique) du pôle de compétitivité Aerospace Valley. Il s'est occupé alors de l'animation et de la coordination des acteurs (grands groupes, startups, PME, universités, organismes de recherche et de formation) afin d'instituer des partenariats techniques et de favoriser l''émergence des projets de coopération R&I et structurants dans différents domaines technologiques. Depuis 2018, il est membre du comité d’Innovation de l’Initiative d’excellence de l’université de Bordeaux.

#### Encadrement doctoral
Ali Zolghadri a encadré/co-encadré une vingtaine de thèses, une quinzaine de postdocs, plusieurs visiting PhD qu'il a accueilli dans son équipe (Mexique, Russie). 
Il a aussi participé à plusieurs jurys de thèse internationaux (Pays Bas, Allemagne, Italie).

#### Relations internationales
Ali Zolghadri est membre des comités techniques internationaux “Aerospace” et “Safeprocess” de l’IFAC, membre senior de l’IEEE et membre de l'IEEE Aerospace and Electronic Systems Society (en) et IEEE Circuits and Systems Society (en), et membre du comité technique de EuroGNC (Council of European Aerospace Societies). 
Il a été membre de plusieurs comités de programme des conférences internationales, et plusieurs fois conférencier invité. Il est éditeur associé du "Journal of the Franklin Institute” (Elsevier, USA) et membre du comité éditorial du journal Aerospace Science and Engineering, MDPI (Suisse).
Ali Zolghadri a coordonné (ou participé à) plusieurs projets de recherche collaboratifs français, européens et internationaux (Mexique, USA, Chine, Russie). Il a collaboré avec les principales agences spatiales en Europe (projets collaboratifs) : ESA (Agence spatiale Européenne : projets SICVER et SIRASAS pour lesquels il était coordinateur) -- NLR (Pays Bas : projet GARTEUR AG16) -- DLR (Allemagne : projet ADDSAFE FP7) -- le CNES (France : projet SIRASAS).

#### Innovation
Ali Zolghadri a collaboré avec les principaux acteurs de l’industrie aérospatiale en Europe (via des projets collaboratifs): Airbus Group, Thales Alenia Space, Safran, Dassault, Deimos Space...
Il a réalisé, avec son équipe, un système innovant à base de modèles pour le diagnostic en temps réel de certaines anomalies liées au système de commandes de vol de l’A350. 
Il a 15 brevets dans le domaine aéronautique.

### Publications, références et récompenses

#### Publications Scientifiques
Ali Zolghadri est auteur / co-signataire de plus de 260 publications scientifiques dans des revues/conférences internationales et ouvrage/chapitres d’ouvrages collectifs. 

##### Brevets
Tous les brevets déposés par Ali Zolghadri sont  détenus conjointement par Airbus Group, l'université de Bordeaux et le Centre national de la recherche scientifique (CNRS). Pour certains d'entre eux, l'échelle TRL (Technological Readiness Level) a été élevée (TRL4 ou plus).

Deux d'entre eux ont été certifiés et sont actuellement exploités dans le cadre du système de gestion des pannes des avions A350 XWB de nouvelle génération – Le premier vol commercial de l'A350 XWB (Doha–Frankfort, Qatar Airways) avec le nouveau système embarqué, a eu lieu le 15 janvier 2015. Cette réalisation exceptionnelle est le résultat d'une collaboration entre son équipe de recherche et Airbus sur les problèmes de gestion d'anomalies dans les systèmes de commandes de vol, débutée mi-2000.

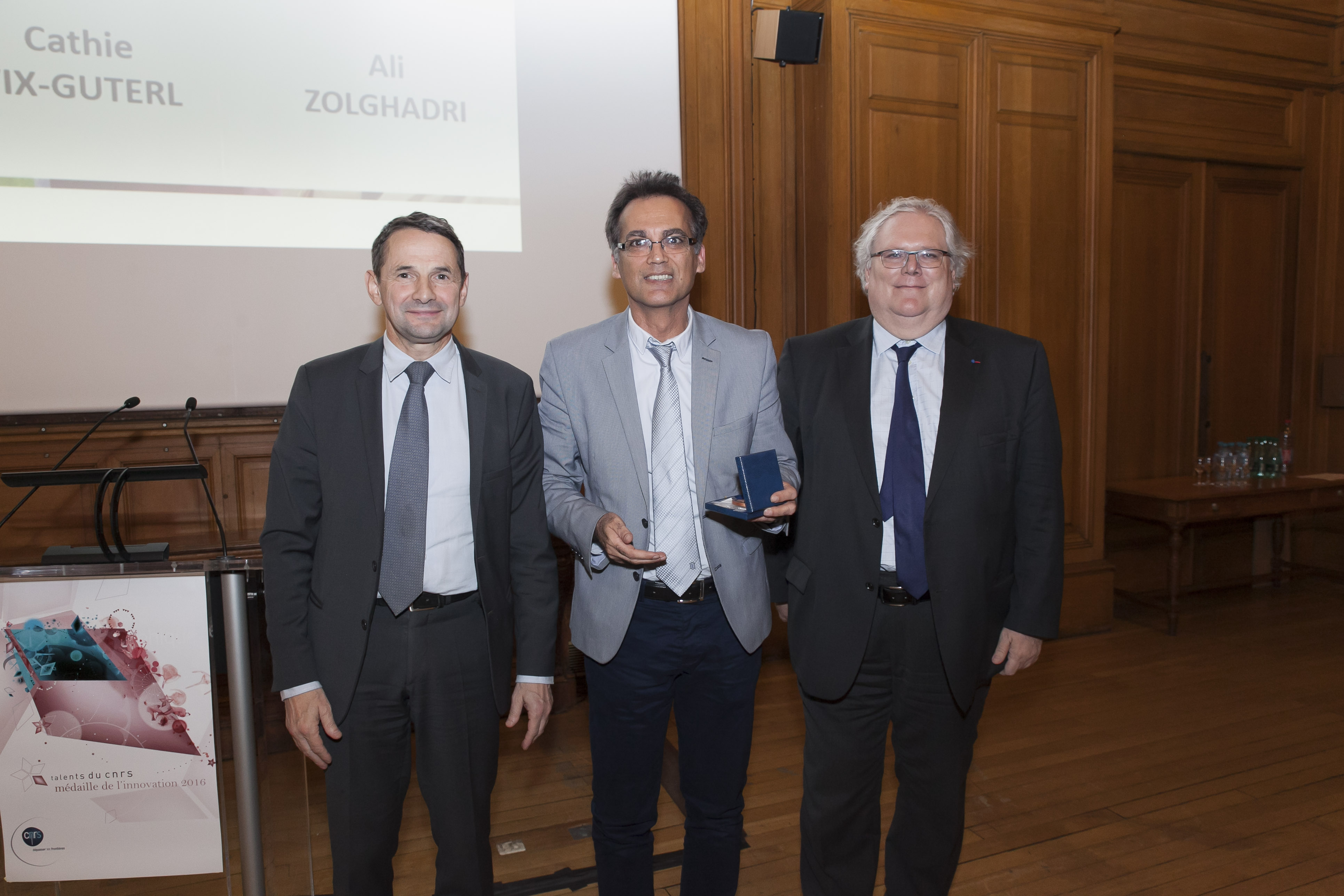
Ministre français de la Recherche et de l'Innovation (à gauche), Ali Zolghadri, et président-directeur général du CNRS (à droite), juin 2016 - Paris

#### Honneurs et Récompenses
- En 2010, il est récompensé par le prix d’excellence en recherche aérospatiale décerné par la Fondation nationale de recherche pour l'aéronautique et l'espace.
- En 2015, il est, avec ses co-auteurs, lauréat de "Best application Paper Award" au congrès IFAC SAFEPROCESS 2015[17].
- En 2016, Ali Zolghadri est lauréat[18],[19]de la médaille de l’innovation du CNRS[20] qui récompense, toutes disciplines confondues, “des personnalités dont les recherches exceptionnelles ont conduit à des innovations marquantes”[21].
- Depuis 2017, il fait partie régulièrement de "Who’s Who in France"[22],[23].
- En 2021, il est cité dans la liste des "world’s top 2% scientists", toutes disciplines confondues. Ce classement a été établi par l'université de Stanford aux États-Unis[24].